# Terrats
Terrats ([tə'rats], igual en francès) és un poble, cap de la comuna del mateix nom, de 661 habitants el 2013, de la comarca del Rosselló, a la Catalunya del Nord. Forma part de la subcomarca dels Aspres.
En el seu terme municipal, riu Cantarana amunt, hi hauria hagut la ciutat llegendària de Mirmanda, que Verdaguer esmenta al seu poema Canigó. La dita diu : "A Terrats fan vi de ferro".

## Etimologia
Segons Joan Coromines, el topònim Terrats prové del terme idèntic del català comú, amb el significat de cobertes planes dels edificis.

## Geografia

### Localització i característiques generals del terme

Situació de la comuna de Terrats en el Rosselló

El terme de Terrats, de 73.200 hectàrees d'extensió, s'estén als Baixos Aspres, a tocar de la Plana del Rosselló. És a prop i a migdia de Tuïr, el cap del seu cantó. El terme comunal de Terrats està format bàsicament per la vall de la Cantarana, que travessa el terme de ponent a llevant, lleugerament decantat cap al nord.
Termes municipals limítrofs:
| Santa Coloma de Tuïr   | Tuïr    | Llupià   |
| Castellnou dels Aspres |         | Trullars |
| Montoriol              | Forques |          |

### El poble de Terrats

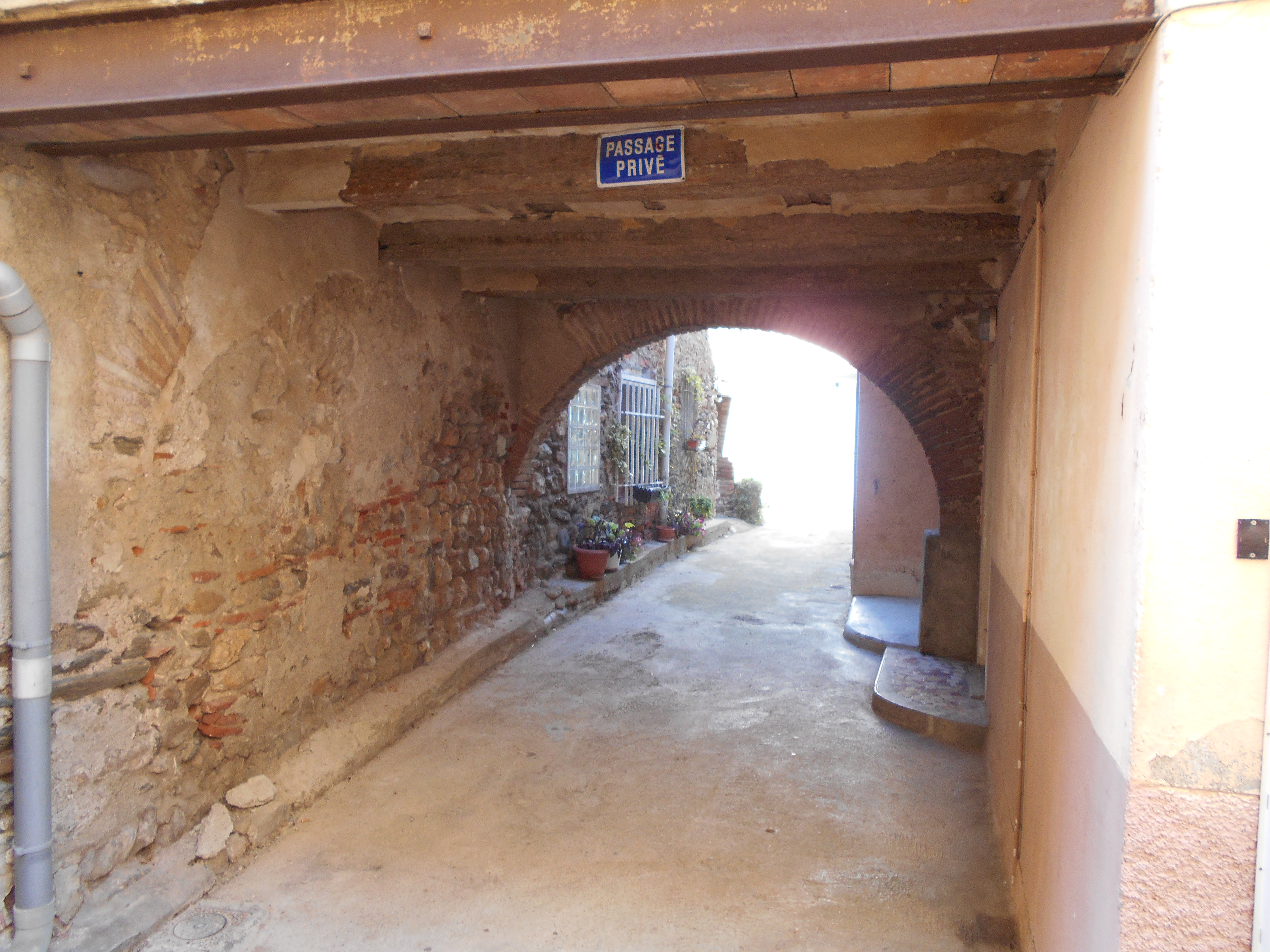
La cellera de Terrats

L'únic nucli de població del terme, Terrats, és situat a la zona nord-est del terme, molt a prop del poble veí de Llupià. Es formà a partir d'una cellera, al voltant de l'església parroquial romànica de Sant Julià i Santa Basilissa de Terrats. Precisament Terrats és un dels pocs pobles on es conserva la denominació la Cellera per al seu barri primigeni, datable als segles x i xi. Els Comalls és un altre dels barris originaris del poble. Dins del nucli vell es troba també la Font dels Lledoners, amb una bassa coberta del segle xv, a part del monument de la font, que duu la data del 1824.
En època moderna, el poble comença a créixer a partir dels ravals que resseguien els camins de sortida del poble, al nord del nucli vell, des dels quals es començà a formar el quadriculat de carrers característic de les urbanitzacions més modernes: Veïnat Balcons del Rosselló, Veïnat Cap al Sud, Veïnat la Terrassa i Veïnat les Dues Vinyes. En els barris de la perifèria de la cellera es troben alguns dels elements arquitectònics destacats de Terrats, com el forn de terrissaire, del segle xix, on es fabricaven els totxos i les teules per a les cases del poble. És al costat de l'actual Casa de la Vila. A l'entrada del poble venint de Tuïr hi ha la Cava Cooperativa, fundada el 1932. Hi destaca la torre de vinificació, coneguda com a Tour Bouteillé, edificada el 1972 seguint els plànols de l'enginyer Bouteillé. N'hi ha tres a França, i la de Terrats és l'única que té tres nivells.

### Els masos del terme
Terrats conserva bona part dels seus masos antics: el Cortal d'en Bertran, el Cortal d'en Meler, el Cortal Puig, abans Mas d'en Paraí, el Cortal Xatard, el Mas d'en Ferran, el Mas d'en Modat i el Mas d'en Planàs. D'altres són ja noms antics, desapareguts: el Cortal, o Mas, d'en Dufau, el Cortal d'en Paraire, el Mas d'en Bodet, el Mas d'en Cellers i el Mas d'en Salies. També hi havia la Teuleria d'en Paraí.
El Mas d'en Modat, amb elements del segle xv, correspon a l'antiga ciutat de Mirmanda.

### Cursos d'aigua
La Cantarana és el riu que vertebra, de ponent a llevant, el terme de Terrats. De cada costat de la vall davallen cap a aquest riu tot de còrrecs (torrents): Còrrec de Coma d'Abella, de la Millera, de la Pedra Foradada, del Boquet, del Camp de l'Home Mort, de les Cassanyes, o de la Blanqueta, del Mas Cornet, del Toix, del Xic, d'en Batlló, d'en Modat, de Mirmanda i de Selles.
Tant la Cantarana com els seus còrrecs afluents són aurífers, i les troballes fetes al lloc de Mirmanda indiquen que aquest jaciment al·luvial d'or va ser explotat després de l'edat del bronze, principalment pels celtes, que també hi van trobar argent, plom, ferro i coure.

### El relleu
La vall de la Cantarana, eix vertebrador del terme comunal, està delimitada, a banda i banda, per dos talussos formats al nord per l'Espinassera, el Vinyer de Deçà i els Garrigassos, i al sud per la Garriga, el Vinyer de Dellà i les Cassanyes. A part, a l'extrem sud-oest del terme de Terrats, al límit amb el de Montoriol, hi ha el Serrat de l'Ullastre, o de la Mata de l'Ullastre.

### El terme comunal
Les partides cadastrals i altres indrets singulars del terme de Terrats són: el Bogatar, el Camí de Cubrí, el Camí de Perpinyà, el Camp Llarg, la Cantarana, les Cassanyes, el Castanyer, les Clotes, els Comalls, Cubrí Alt, la Desembarra, l'Era del Voló, l'Espinassera, Font Ribes, els Garrigassos, les Garrigues, la Jaça, les Mansazeres, Mas del Cuc, Mas d'en Batlló, abans Mas d'en Bodet, Mas d'en Ferran, Mas d'en Modat, la Mata, Mirmanda, el Noguer, les Olivedes, les Planes, els Racons, els Racons Alts, el Ventenac, la Vinyassa, el Vinyer de Deçà i el Vinyer de Dellà.
A part, hi ha tot de topònims que indiquen senyals termenals de la comuna, com dos anomenats la Fita, el Piló, el Piló de la Coma d'Abella, el Piló del Camí de Cantarana, el Piló del Cortal Batlló, el Piló de la Vinya d'en Padern, el Roc Gros, la Termenera i les Termeneres de l'Espinassera.

### Mirmanda
Una llegenda explica que hi havia hagut en temps molt allunyats, "quan Barcelona no era més que un prat", prop de la Cantarana una ciutat anomenada Mirmanda. Mirmanda hauria estat l'habitatge de les fades (les encantades) abans de ser destruïda per un brutal avinguda de les aigües de la mar. Invisible per al comú dels mortals, aquesta ciutat no hauria estat mai vista, més que per alguns rars pastors, alguns dels quals haurien estat estimats de les fades, i haurien esdevingut molt rics.
El gran poeta català del segle xix, Jacint Verdaguer, va evocar Mirmanda en el seu cèlèbre poème Canigó. També es troba esment d'aquesta llegenda a Le Guide historique et pittoresque du département des Pyrénées Orientales, de Pierre Vidal (edició del 1899).
El lloc anomenat actualment Mirmanda és a la riba dreta de la Canterana, prop de les Gorges de la Cantarane. A les proximitats hi ha traces de vestigis megalítics (Roc de les Lloques, El camp dels Morts, segurament escenaris de la llegenda, els penya-segats d'argiles roges (xemeneies de fades), les formes de ruïnes han igualment suggerit la idea d'aquesta misteriosa ciutat desapareguda. Els Aspres i Alts Aspres són rics en diverses restes de dòlmens i de pedres gravades.

## Transports i comunicacions

### Carreteres
Una sola carretera travessa, de nord a sud, el terme de Terrats, tot i que en el poble mateix s'inicia una curta carretera cap al nord-oest que mena a Santa Coloma de Tuïr i a Tuïr.
La D - 18 (Terrats - Tuïr) surt de Terrats cap al nord-oest i mena a Santa Coloma de Tuïr en 2 quilòmetres, i a Tuïr en 3,6.
La D - 615 (Illa - Ceret) travessa el terme de Terrats de nord a sud per la zona més oriental del terme. Mena des de Terrats, cap al nord, Llupià (2 km), Tuïr (4), Corbera la Cabana (12) i Illa (18). Cap al sud, aquesta carretera duu a Forques (3 km), Torderes (7), Llauró (10,1) i Ceret (19,5).

### Transport públic col·lectiu
La línia 390 del servei departamental de Le bus à 1 € és l'única que ofereix servei a Terrats. Uneix Perpinyà amb Forques, passant per Toluges, Tuïr, Santa Coloma de Tuïr i Terrats. Ofereix deu serveis diaris en cada direcció, de dilluns a dissabte. No circula els dies de festa. Per aquesta línia, Terrats és a 5 minuts de Forques, cap al sud, i a 5 de Santa Coloma de Tuïr, a quasi un quart d'hora de Tuïr, a 30 de Toluges i a 40 de Perpinyà, cap al nord.

### Els camins del terme
Dos camins avui dia ja porten el nom de ruta: la Ruta de Forques i la Ruta de Llupià. Entre els encara anomenats camí hi ha d'una banda els que comuniquen amb els pobles veïns (Camí de Llupià a Trullars, de Montoriol, o de Sant Marçal, de Paçà, de Paçà a Llupià, de Pontellà, o de Perpinyà, de Queixàs a Perpinyà, anomenat de Cantarana a Santa Coloma de Tuïr, de Queixàs a Tuïr, de Santa Coloma, de Torderes i de Trullars), i els que comuniquen llocs interns del terme de Terrats (Camí de Cantarana, de la Mansazera, de la Muntanya, del Molí de Cantarana -n'hi ha dos: un des de Terrats i l'altre des de Forques-, dels Garrigassos, del Vinyer de Dellà i de Riu Mateu).

## Activitats econòmiques
El terme de Terrats, com la major part dels de la comarca del Rosselló, és essencialment agrícola. La vinya hi ocupa la gran majoria de terres de conreu, quasi totes per a vi de qualitat, en denominació d'origen controlada. Els arbres fruiters, a molta distància, ocupen el segon lloc: albercoquers i cireres, principalment. En un tercer terme, s'hi dona una mica d'horticultura, amb enciams i escaroles, sobretot, i producció de farratges.
Terrats té una cooperativa agrícola potent i dinàmica, que ha millorat molt els processos de vinificació, tot i que s'han reduït a més de la meitat en els darrers vint anys el nombre de productors vinícoles. El vi elaborat a la Cava cooperativa de Terrats és un dels més ben considerats del Rosselló.

## Història

### Edat mitjana
En una venda de l'any 844, d'Àrgila, fill del comte Berà I, al seu fill Berà (el futur Berà II), se cita com a motiu de la venda Terrenum i Furchas. La segona és indubtablement la Forques actual, i la segona, pel veïnatge, es pot suposar que és Terrats. Tanmateix, hem d'esperar al 960 perquè en una acta aparegui una forma ja indubtiblement referida a aquest poble: Terrados. Arcedònia i el seu fill Sunifred, levita, tal vegada descendents de Berà, donen a l'església d'Elna el lloc de Terrats i el seu terme.
Al llarg del segle xiii, fou la comanda templera del Mas Déu qui s'anà fent amb territoris de Terrats, que pertanyien a diversos senyors. La senyoria fou reconeguda als monjos cavallers el 1271 per l'infant Jaume d'Aragó. El 1312 la senyoria es traslladà als hospitalers, a causa de l'extinció dels templers.

### Edat Moderna
L'orde dels germans hospitalers conserva en poder seu el senyoriu de Terrats fins a la Revolució Francesa.

## Demografia

### Demografia antiga
La població està expressada en nombre de focs (f) o d'habitants (h)
| 13 f | 13 f | 11 f | 10 f | 7 f | 20 f | 45 f | 28 f | 46 f | 142 h | 244 h | 40 f |

Font: Pélissier 1986

### Demografia contemporània
| Evolució de la població |      |      |      |      |      |      |      |      |
| 1793                    | 1800 | 1806 | 1821 | 1831 | 1836 | 1841 | 1846 | 1851 |
| 360                     | 229  | 248  | 307  | 333  | 312  | 308  | 311  | 303  |

| 1856 | 1861 | 1866 | 1872 | 1876 | 1881 | 1886 | 1891 | 1896 |
| ---- | ---- | ---- | ---- | ---- | ---- | ---- | ---- | ---- |
| 316  | 284  | 303  | 291  | 310  | 365  | 340  | 349  | 347  |

| 1901 | 1906 | 1911 | 1921 | 1926 | 1931 | 1936 | 1946 | 1954 |
| ---- | ---- | ---- | ---- | ---- | ---- | ---- | ---- | ---- |
| 377  | 348  | 367  | 409  | 374  | 344  | 353  | 331  | 318  |

| 1962 | 1968 | 1975 | 1982 | 1990 | 1999 | 2005 | 2008 | 2010 |
| ---- | ---- | ---- | ---- | ---- | ---- | ---- | ---- | ---- |
| 318  | 363  | 366  | 492  | 520  | 528  | 575  | 633  | 668  |

| 2013 |
| ---- |
| 661  |

Fonts: Ldh/EHESS/Cassini fins al 1999, després INSEE a partir deL 2004

### Evolució de la població

Població 1962-2008

## Administració i política

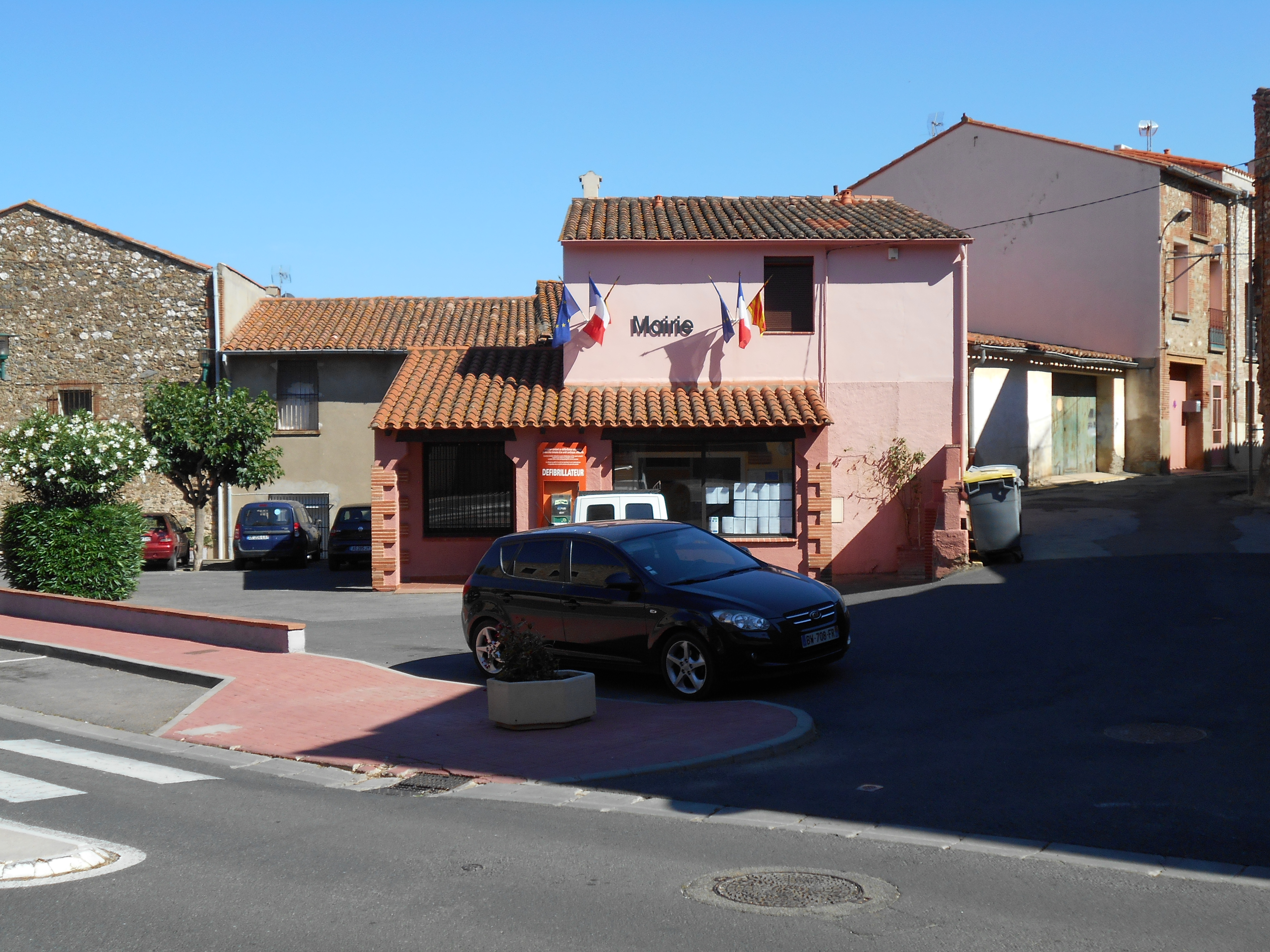
Casa del Comú de Terrats

### Batlles[8]
| Període                       | Nom          | Opció política | Comentaris |
| ----------------------------- | ------------ | -------------- | ---------- |
| Març del 1995 - Març del 2001 | Michel Sales |                |            |
| Març del 2001 - Març del 2014 | Erick Brisse |                |            |
| Març del 2014 - Moment actual | Étienne Maso |                |            |

### Legislatura 2014 - 2020

#### Batlle
- Étienne Maso.

#### Adjunts al batlle[9]
- 1r: Sophie Artes
- 2n: Carine Albrich
- 3r: Michel Ferrer.

#### Consellers municipals
- Patricia Neto
- Robert Claveau
- Gaëlle Nacher
- Charles Mioni
- Lionel Andriessens
- Pierre Laverdant
- Alain Matyskiewicz
- Micheline André
- Denis Ferrer
- Frédéric Gomez
- Grégory Dumarcay.

### Adscripció cantonal

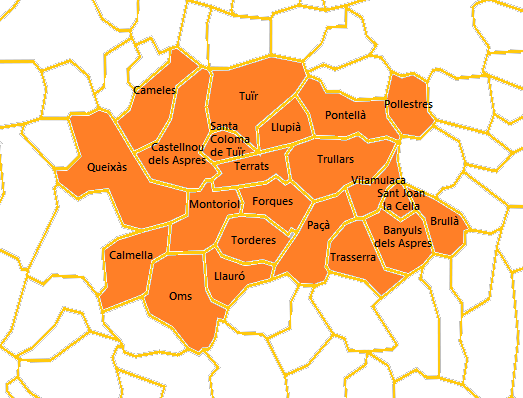
Mapa del Cantó 1 dels Aspres

A les eleccions cantonals del 2015 Terrats ha estat inclòs en el cantó número 1, denominat Els Aspres, amb capitalitat a la vila de Tuïr i amb els pobles de Banyuls dels Aspres, Brullà, Calmella, Cameles, Castellnou dels Aspres, Forques, Llauró, Llupià, Montoriol, Oms, Paçà, Pollestres, Pontellà i Nyils, Queixàs, Santa Coloma de Tuïr, Sant Joan la Cella, Terrats, Torderes, Trasserra, Trullars i Vilamulaca. Hi han estat escollits com a consellers departamentals Édith Pugnet, del Partit Comunista - Front d'esquerra, Vicepresident del Consell departamental, adjunta al batlle de Cabestany, i René Olivé, del Partit Socialista, Vicepresident del Consell departamental, batlle de Tuïr.

## Ensenyament i cultura
Terrats disposa d'una sola escola, amb els nivells de maternal i primària. Els joves de Terrats han d'estudiar la secundària a fora del poble, preferentment a Tuïr, el Soler o Toluges. Pel que fa als estudis de batxillerat, Perpinyà és la destinació habitual.

## Persones il·lustres
L'escriptor català Joan-Lluís Lluís (Perpinyà, 1963) resideix a Terrats des de fa anys.